# Nuits blanches (Debussy)
Pour les articles homonymes, voir Nuit blanche.
Nuits blanches est un cycle de mélodies pour voix et piano de Claude Debussy composées en 1898 sur des poèmes écrits par le compositeur.

## Présentation
Les Nuits blanches consistent en deux mélodies composées en mai et septembre 1898.
Les poèmes, à l'instar des Proses lyriques, sont de Debussy lui-même,.
Le titre du cycle a probablement été inspiré par le récit Les Nuits blanches de Dostoïevski, traduit en français par Ely Halpérine (Plon, 1887). François Lesure relève ainsi le « même rôle de l'inconscient humain et de la nocivité du désir » dans les deux œuvres.
En 1900, l'éditeur Fromont annonce sur la partition des Nocturnes la publication à venir de « Nuits blanches, 5 Poèmes pour une voix avec accompagnement de piano ». Chez Lilly Debussy, la première femme du compositeur, Léon Vallas a consulté un petit carnet, qui n'a pas été retrouvé depuis, dans lequel Debussy avait noté sur huit pages les poèmes des Nuits blanches.
Longtemps inédites, les mélodies sont créées à Paris, à Radio France, le 18 octobre 1991, par François Le Roux (voix) et Noël Lee (piano),.
La partition est publiée chez Durand en 2000, sous la supervision de Denis Herlin.

## Structure et analyse
Les Nuits blanches sont :
1. Nuit sans fin, « triste et lent », à quatre temps (noté ) ;
2. Lorsqu'elle est entrée, « lent et douloureux », à 
.

Éric Lebrun souligne qu'avec le texte du premier poème : 
Nuit sans fin. Tristesse morne des heures où l'on attend ! Cœur rompu, fièvre du sang rythmant les douces syllabes de ton nom. Qu'elle vienne la trop désirée, qu'elle vienne la trop aimée, et m'entoure de son parfum de jeune fleur...
« on ne saurait mieux exorciser le spleen insupportable de cette année 1898 ! ».
Musicalement, l'analyste remarque que dans ses deux mélodies, Debussy « chérit encore une fois la couleur de fa  pour la première et conclut en si  avec la deuxième. Musique nocturne, cela va de soi, assez languide aussi, utilisant des textures particulières (notamment le rythme de trois pour quatre dans la deuxième mélodie, laquelle ressemble à une esquisse d'œuvre symphonique par la qualité des différents plans sonores qu'elle induit). On songe un peu à Scriabine en écoutant cette musique de l'attente, ou à un souvenir de Maeterlinck mêlé d'un peu de Laforgue ». 
La durée moyenne d'exécution du recueil est de six minutes environ.
Dans le catalogue des œuvres du compositeur établi par le musicologue François Lesure, les Nuits blanches portent le numéro L 101 (94).

## Discographie
- Claude Debussy : intégrale des mélodies, 4 CD, Liliana Faraon et Magali Léger (sopranos), Marie-Ange Todorovitch (mezzo-soprano), Gilles Ragon (ténor), François Le Roux (baryton), Jean-Louis Haguenauer (piano), Ligia Digital, 2014[5],[6].
- Debussy Songs vol. 4, Christopher Maltman (en) (baryton), Malcolm Martineau (piano), Hyperion Records CDA68075, 2018.
- Claude Debussy : The complete works, CD 22, Gilles Ragon (ténor) et Jean-Louis Haguenauer (piano), Warner Classics, 2018[7].